# 루이스 리키

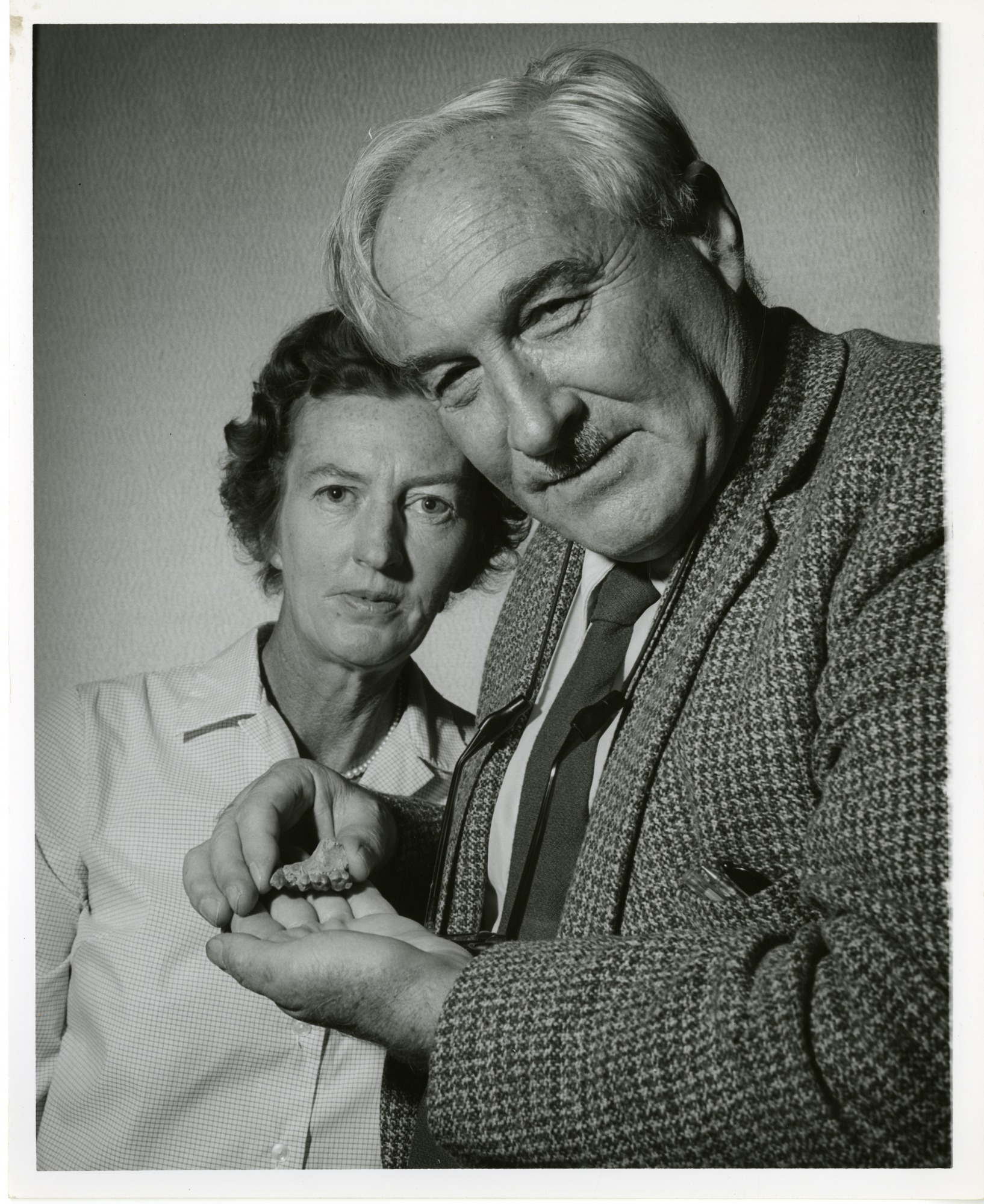

루이스 리키(Louis Leakey, 1903년 8월 7일 ~ 1972년 10월 1일)는 케냐 출생의 영국 고고학자이다. 본명은 루이스 세이모어 배제트 리키(영어: Louis Seymour Bazett Leakey)이다. 케냐에 파견된 영국인 기독교 선교사 부부의 아들이었으나 그는 찰스 다윈의 진화론을 신봉하면서 원시인류 화석 발굴의 길을 걷게 되었다.
1931년 탄자니아 올두바이 협곡에서 석기를 발견한 뒤 , 1959년 같은 장소에서 파란트로푸스 보이세이(진잔트로푸스)와 1948년 탄자니아 빅토리아 호수에서 프로콘슬을 발견했고, 1959년부터 1963년 탄자니아 올두바이 협곡에서 호모 하빌리스를 발견하였다.
1931년 탄자니아의 올두바이 협곡에서 석기를 발견했고, 기원전 200~150만년 경의 지층에서 50여 종의 석기를 발견했다. 이 중에는 도끼와 뗀석기들이 발견되었는데, 이곳에서 화석을 발견하리라 확신한 그가 발견한 20대 남성의 화석은 로버르 브룸이 남아프리카에서 발견한 파란트로푸스와 유사한 화석이었다. 실망하였지만 그는 내셔널지오그래픽 지에 이를 발표하였고, 이 인종이 올두바이에서 발견된 50여 종의 석기를 사용했다고 발표한다.
화석에는 탄자니아어로 호두까끼라는 뜻의 진지(Zinj)라는 이름을 붙였다가, 올두바이에서 같은 화석들이 여러 구 출토되면서 그것이 학명이 되어 진잔트로푸스 보이세이가 되었다. 진잔트로푸스는 남아프리카에서 발견된 파란트로푸스보다 뇌용량이 컸고(파란트로푸스 400~500cc, 진잔트로푸스 500~510cc), 위턱과 아래턱이 컸으며, 이빨은 파란트로푸스보다 가늘고 길었다. 이 종은 파란트로푸스 로부스투스의 진화된 종이거나 동아프리카 버전으로 인식되어 크게 주목받지 못한다.
그 뒤 1948년 탄자니아 빅토리아 호수의 호반에서 기원전 2천만년 경의 원숭이 화석을 발견했다. 이 원숭이 화석은 침팬지의 해골과 상당히 닮았으며, 당시 런던의 서커스단에서 인기를 끌던 침팬지 콘슬의 이름을 따서 프로콘슬이라 학명을 붙인다. 그 뒤 케냐에서 1400만년 된 유인원 화석을 또 발견하여 케냐피테쿠스라 이름 붙였다. 케냐피테쿠스는 후에 라마피테쿠스의 일종으로 분류되기도 하나 확실하지 않다.
그 뒤 탄자니아 마공에서는 메간트로푸스 아프리카누스를 발견했고, 1959년부터 4년간 올두바이 협곡을 탐사한 리키와 탐사팀은 5~8세된 소년 소녀의 유골을 150~180만년 전의 지층에서 발견한다. 신디, 트위기, 조지, 자니의 아이(리키 내외의 큰 아들 이름이 조나단이었다.)라 이름붙였는데, 이 아이들은 4~8세로 추정되는 소년 소녀인데도 두뇌의 용량이 500cc를 윗돌아 450cc 전후인 오스트랄로피테쿠스 아프리카누스보다도 훨씬 컸다.
오스트랄로피테쿠스 아프리카누스는 300만년 전부터 100만년 전까지 살았고, 이 화석들이 발견된 연대는 200~150만년 전으로서 오스트랄로피테쿠스와는 다른 새로운 인종이라 선언하고, 앞서 발견한 50여 종의 석기는 진잔트로푸스가 아닌 이 종이 사용했다고 발표한다. 그는 이 새로운 인종에게 레이먼드 다트와 함께 호모 하빌리스(손을 쓸줄 아는 인간)라 명명하였고, 올두바이 협곡에서 그해에 20대 청년 남성과 젊은 여성, 노파 1명의 화석이 발견되었다.
그러나 학계에서는 오스트랄로피테쿠스 아프리카누스의 발전된 종으로 취급하거나 오스트랄로피테쿠스 하빌리스 라고 주장했다. 리키는 학계의 편견에 맞서 계속 화석을 발견했고, 그가 죽기 직전인 1972년 케냐의 루돌프 호수의 250만년 전의 지층에서 둘째 아들 리처드 리키에 의해 두뇌 용량 850cc의 성인 남성의 해골 화석이 발견됨으로써 사실로 입증되는 듯 했다. 그는 그 해에 사망한다. 저서에는 아담의 선조 등이 있다.
처음에는 프리다 어번과 결혼하여 1남을 두었으나 이혼하고, 고고학자 메리 리키(1913년 2월 6일 ~ 1996년 12월 9일)와 재혼하여 3남 1녀를 두었다.

## 기타
뒤에 차남 리처드 리키가 루돌프 호수에서 발견한 원인들은 호모 하빌리스가 아니라 호모 하빌리스와 같은 시대에 살던 호모 루돌펜시스라는 신종으로 밝혀졌다. 오스트랄로피테쿠스 보다 키와 덩치가 월등히 컸으며, 호리호리한 체구를 가진 호모 루돌펜시스의 존재가 확인되면서 루돌펜시스와 하빌리스 중 어느 종이 호모 에르가스터와 호모 에렉투스로 이어지게 되었는가는 의문의 여지가 발생했다.